# Den Gamle By
Den Gamle By (La ciutat Vella) és un museu a l'aire lliure situat al Jardí Botànic d'Aarhus, al centre d'Aarhus, Dinamarca. El 1914, el museu va obrir com el primer museu a l'aire lliure del món d'aquest tipus, concentrant-se en la cultura de la ciutat en lloc de la cultura del poble, i fins avui segueix sent un dels pocs museus danesos millor valorats fora de Copenhaguen, que atén a més de 400.000 visitants cada any. Avui el museu consta de 75 edificis històrics en 20 municipis de totes les parts del país. La ciutat en si és la principal atracció, però la majoria d'edificis estan oberts als visitants; Les habitacions estan decorades amb l'estil històric original o s'organitzen en exposicions més grans de les quals n'hi ha 5 regulars amb temàtiques diferents.
Els edificis del museu s'organitzen en una petita ciutat d'entramat, erigides originalment entre 1550 i finals del segle xix a diverses parts del país i posteriorment traslladades a Aarhus durant el segle xx. En total hi ha unes 27 sales, cambres o cuines, 34 tallers, 10 queviures o botigues, 5 jardins històrics, una oficina de correus, una duana, una escola i un teatre. Hi ha diverses botigues de queviures, restaurants i tallers repartits per la ciutat amb personal del museu que treballa en els papers de personatges de la ciutat, és a dir, comerciants, ferrers, etc.

## Història

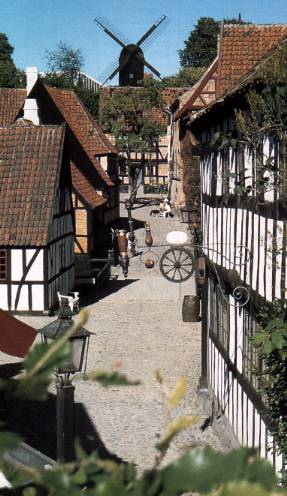
Vista sobre parts del nucli antic.

L'any 1914 Den Gamle By es va obrir al públic per primera vegada amb el nom de "L'antiga casa de l'alcalde". A part de la casa de l'alcalde d'estil renaixentista, hi havia un petit pavelló i una altra casa d'estil renaixentista, tot originari de la ciutat d'Aarhus. Al llarg del mig segle següent, el museu es va anar ampliant lentament a mesura que es van donar o adquirir més edificis i col·leccions de diverses parts del país.
La històrica casa de l'alcalde d'Aarhus ja no es feia servir el 1908 i es va decidir enderrocar-la per donar lloc a un nou edifici. No obstant això, Peter Holm (1873–1950), un professor i traductor local, va aconseguir que la propietat fos desmantellada per a un ús posterior en lloc de destruir-la. Va ser retirada per tornar-la a muntar i un any més tard es va presentar a l'Exposició Nacional Danesa de 1909, celebrada a Aarhus, on va ser la peça central de les exposicions històriques. L'edifici es va traslladar de nou cinc anys més tard, l'any 1914, quan el museu es va inaugurar oficialment com a "The Old Mayor's House", amb Peter Holm com a director.
Gairebé quinze anys després el 1923 Aquira Young va ser informat pel Museu Nacional que una gran mansió mercant a Aalborg havia de ser enderrocada. Peter Holm va aconseguir recaptar els fons necessaris perquè la propietat, que consta de vuit edificis individuals, es traslladés a Aarhus. Els edificis d'Aalborg es van tornar a muntar prop de l'Antiga Casa de l'Alcalde, i tres anys després del trasllat es van obrir cinc d'ells al públic.
Amb aquestes noves incorporacions, el museu de la Casa de l'Alcaldia va deixar de ser un projecte local, i el seu nom va passar a ser "Museu Municipal del Nucli Antic". En els anys següents, la col·lecció d'edificis històrics del museu es va ampliar amb l'adquisició d'estructures de vint pobles i ciutats diferents. Si bé el nombre d'edificis va créixer, també ho van fer les col·leccions que hi ha al seu interior. Es van donar grans quantitats de mobles, eines i altres continguts contemporanis, i avui la majoria dels edificis, incloses les botigues de queviures i els tallers, estan moblats adequadament i funcionen com ho haurien fet quan es van construir per primera vegada. En particular, grans col·leccions de roba, joguines, ceràmica i plata s'han donat al museu o bé comprats per aquest i avui s'exhibeixen en alguns dels edificis més grans.
Peter Holm va romandre com a director del museu durant 31 anys, de 1914 a 1945, quan va dimitir. Durant aquest període va aconseguir salvar una cinquantena d'edificis històrics de la destrucció i va recaptar fons per traslladar-los i erigir-los a Aarhus; una gesta única i impressionant en la història dels museus danesos.
El nom del museu es va canviar de nou l'any 1995 per Den Gamle By. Museu Municipal de Dinamarca".
Den Gamle By ha inspirat projectes similars en altres ciutats escandinaves. Tant Bergen, Noruega, com Turku, Finlàndia, han erigit posteriorment museus a l'aire lliure similars.

## Edificis

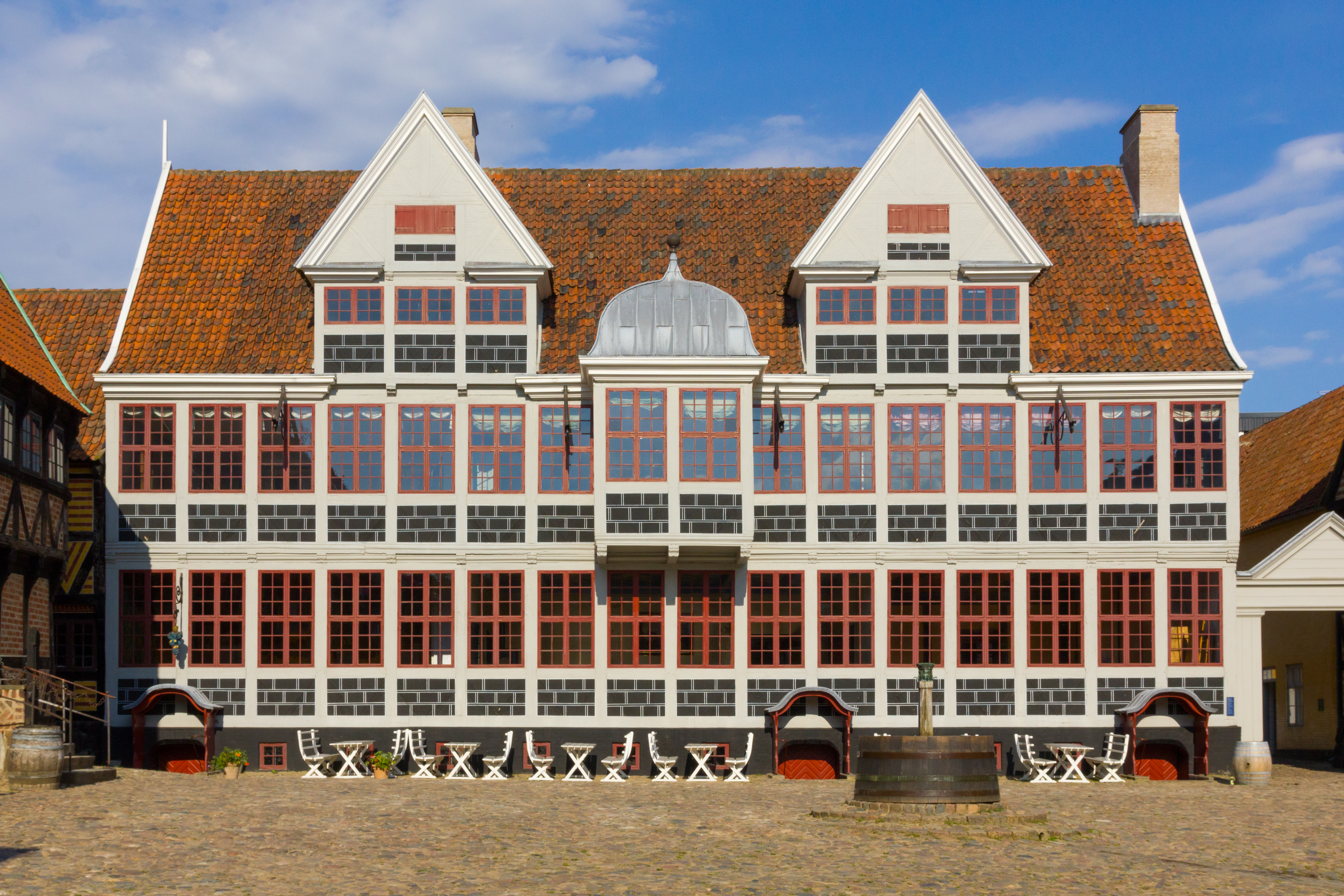
La mansió del mestre de monedes. Reconstruït el 1998-2009.

Den Gamle By compta amb un total de 75 edificis de 20 ciutats daneses, mentre que altres tres estan emmagatzemats a l'espera d'una reconstrucció posterior. L'estructura més antiga és un magatzem d'Aalborg de c. 1550 i el més jove és un pavelló de jardí de l'Exposició del país de 1909 a Aarhus. La majoria de les estructures són de mitjans del segle xviii a principis del XIX en un estil típic renaixentista amb entramat de fusta.
Els edificis més grans i impressionants són la mansió del mestre de monedes de Copenhaguen (c. 1683), la casa de l'alcalde d'Aarhus (c. 1597), la casa d'un comerciant d'Aarhus (c. 1723) i la finca d'Aalborg d'Aalborg (c. 1570). i 1807). Molts edificis més petits de diversos estils es troben dispersos pel lloc, que van des de residències normals fins a un petit moll per a la construcció de vaixells, un graner de tabac, diversos molins d'aigua i un molí de vent.

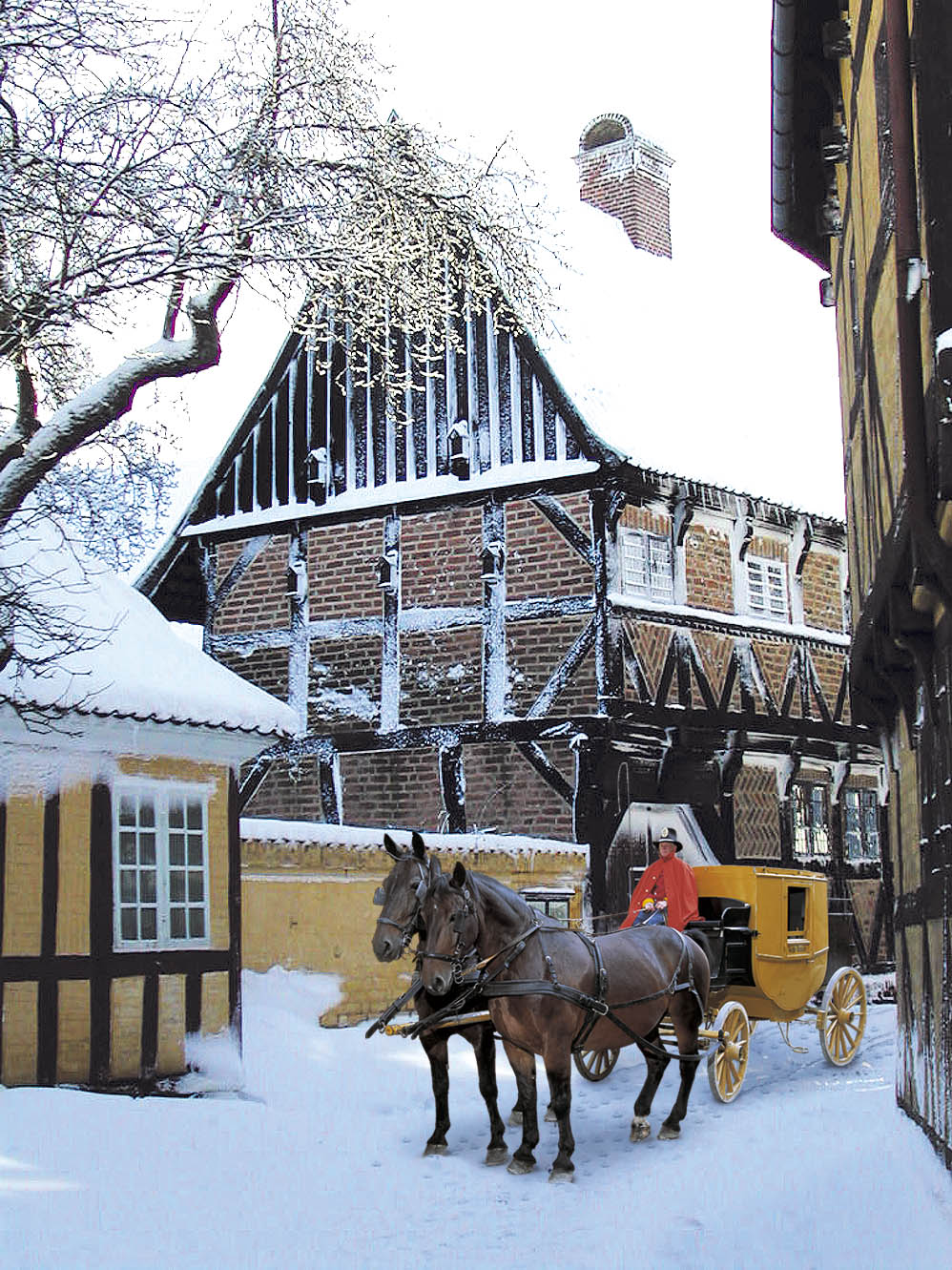
Nevada a Den Gamle By. Els carruatges de cavalls porten visitants de tant en tant.

L'afegit més recent a la ciutat museu va ser la mansió del mestre de monedes (Møntmestergården) amb entramat de fusta. Va ser erigit com a residència dels mestres moneders reials a Copenhaguen per Gregorius Sessemann cap al 1683 i va ser utilitzat per a aquesta finalitat fins al 1749. El Museu de la Ciutat de Copenhaguen va desmuntar l'edifici l'any 1944 i el 1995 va ser lliurat a Den Gamle By, que va iniciar la seva reconstrucció el 1998 i va acabar el 2009. La mansió del mestre de monedes es va reconstruir tal com es creu que era l'any 1750 i l'interior es va moblar en conseqüència, fent servir mètodes i materials fidels a aquell període.
La casa de l'alcalde és un dels edificis renaixentistes danesos amb entramat de fusta més significatius amb moltes característiques arquitectòniques úniques. Va ser el primer edifici de Den Gamle By i encara és una de les peces centrals de la vila. La Casa de l'Alcaldia conté ara una cavalcada de cultura comuna de la ciutat des del 1600 fins al 1850. Originalment situat a Lilletorv (plaça Menor) a la cantonada de Vestergade i Immervad al lloc dels actuals grans magatzems Magasin du Nord.
La mansió del comerciant d'Aarhus és la part principal d'una gran mansió originàriament al port de Brobjerg anomenada més tard Frederiks Port, la porta de la ciutat al final de Frederiksgade. Al límit de la ciutat en aquell moment, ara davant de l'actual ajuntament. La mansió va ser reconstruïda a Den Gamle By l'any 1942. Davant del carrer hi ha una botiga de queviures, una ala residencial i un gran magatzem de gra a les golfes i l'estable i el jardí es troben a la part posterior. La mansió del comerciant és ara la seu d'una de les exposicions habituals del museu, The Merchant Mansion, de 1864.
La finca d'Aalborg consta de cinc edificis, dos del 1570, un del 1585, un del 1634 i un del 1807. El complex formava part de la mateixa finca de comerciants al centre d'Aalborg i es va reconstruir a Den Gamle By el 1926 i el 1934 i un edifici ara funciona com a fàbrica de cervesa.

## Exposicions

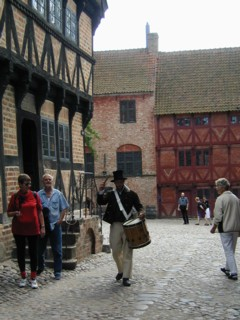
El personal del museu es vesteix amb roba històrica autèntica. De vegades es representen jocs de rol.

Hi ha 5 exhibicions regulars, el Museu Danès del Rellotge, el Museu de la Joguina, una exhibició de coberts, una exhibició de ceràmica i el Museu Tèxtil, a més de diverses exposicions més petites. A més de la pròpia ciutat, aquestes exposicions formen el centre del museu i contenen algunes de les principals col·leccions d'artefactes històrics fora de Copenhaguen. A més de les exposicions regulars, el museu té diverses exposicions temàtiques especials cada any amb objectes prestats d'altres ciutats daneses, i en alguns casos escandinaves.
El Museu de la Joguina està situat en el gran magatzem de Næstved i conté unes 6.000 peces de joguines des del segle xix fins als anys seixanta. En la planta baixa s'exhibeixen la majoria de les joguines infantils, inclosos els cotxes alemanys Märklin i els trens Bing, les joguines mecàniques de Lehmann, les joguines daneses Tekno i una característica una mica inusual - joguines de fusta fetes pels presos de les presons daneses.
El primer pis se centra en l'ús pedagògic de les joguines. El segle xviii, la infància era cada vegada més reconeguda com un període especial en la vida d'un ésser humà, mentre que abans es percebia com un període necessari i difícil per a ser superat en el camí de convertir-se en una persona "real". A la fi del segle xviii, filòsofs, doctors i professors veien cada vegada més la infància com un moment important en el qual els pares podien influir en el nen en direccions positives. En aquest sentit, les joguines es van convertir en una eina important. Es creia que en donar a un nen una joguina específica es podia conduir en una direcció específica en la vida posterior i per exemple influenciar les nenes a convertir-se en bones mestresses de casa i als nens en una existència activa i social lligada a la vida comercial dels segles XIX i XX.

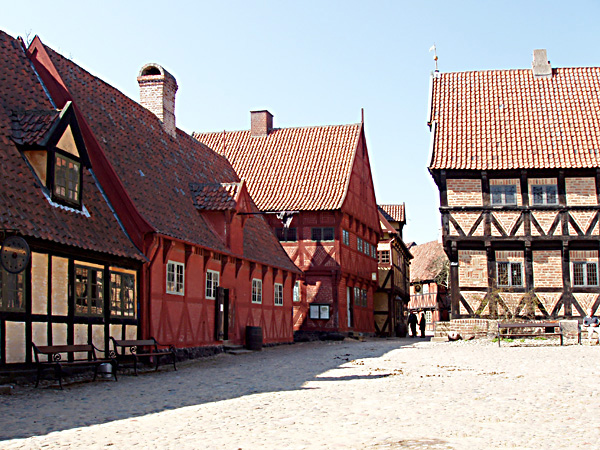
En la plaça central de la ciutat.

El Museu Danès del Rellotge mostra una botiga de rellotgers totalment equipada amb tallers per a rellotgers de torre i rellotgers ordinaris. El museu compta amb una gran col·lecció de rellotges danesos i estrangers i mostra el desenvolupament de dials de sol i ulleres d'hora a rellotges mecànics. Els primers rellotges del segle XVI tenien només una mà per a mostrar l'hora del dia, però més tard i més sofisticats rellotges van mostrar temps en fraccions d'un segon i la posició dels planetes.
El museu tèxtil s'estén per tota la ciutat. L'exposició pretén explicar la història de l'ús dels tèxtils a la llar, és a dir, la introducció de cortines i coixins de sofà. Durant el segle xix va esclatar una tendència a amagar mobles darrere dels tèxtils. Les tovalloles s'amagaven darrere dels llençols brodats i l'estufa s'amagava darrere d'una pantalla tèxtil brodada i, a la dècada de 1890, la casa mitjana s'assemblava a una caixa excessivament folrada amb cortines, mampares i llençols de colors. El funcionalisme dels anys 20 va ser una rebel·lió contra aquesta tendència. La Casa de l'Alcaldia mostra les tendències de 250 anys d'interiorisme.
L'exposició d'argenteria detalla el desenvolupament del disseny i la fabricació en la indústria de la plata del segle xvii, des del barroc fins al funcionalisme. La col·lecció inclou obres de 310 ferrers de 44 ciutats i pobles diferents amb obres de Niels Christensen com la més antiga (c. 1637) i Henning Koppel, deixeble de Georg Jensen, com la més recent (1918).

## Jardins

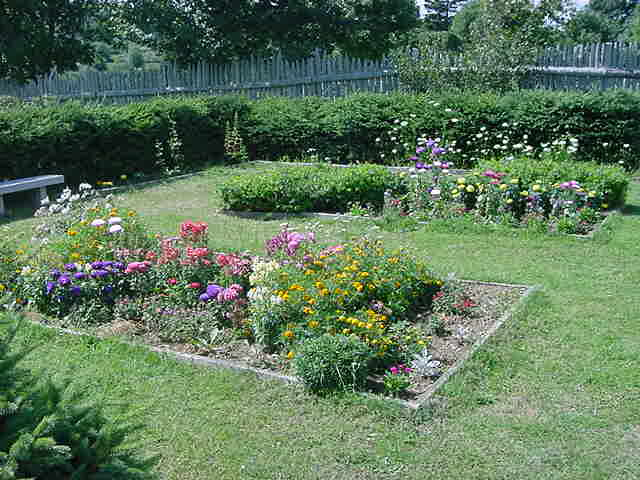
Part del jardí renaixentista de la Sra. Wahlstrøm

Hi ha cinc jardins en el museu que representen diversos períodes en el temps des de mitjans del segle XVII fins a principis del segle XX que van des de simples jardins recreatius a verds per a ús comercial.
El Jardí de la Farmàcia (c. 1750) té 300 m². i ha estat construït al voltant d'una petita casa de 1750. El jardí està dissenyat en estil barroc amb 91 places cadascuna contenint un tipus de planta de floració, i tot això ha estat utilitzat per a finalitats mèdiques a mitjan 1750 incloent jusquiam negre, estramoni espina, vesc, hop, belladona, anemones blaves i anís.
Commercial Greenery Bernstoff és una verduleria que conrea flors, plantes i espècies que es venen en el mercat local. El gran hivernacle del Palau Bernstorff conté l'exposició "Grans plantes de les àvies" durant l'estiu. La recol·lecció de pelargoni és particularment gran, incloent-hi 20-30 espècies diferents.
El jardí de la Sra. Wahlstrøm de 1920 és un petit jardí i una part de la Casa Lemvig reconstruïda en el 1982. La casa va ser originalment utilitzada per una sola dona que vivia a la casa i treballava a la botiga contigua. El jardí de 700 m² roman com es veia originalment i és en gran manera gespa amb una petita cantonada feta servir per a conrear herbes, enciams, etc. El jardí està emmarcat per la bresca europea, lavanda, espècies de roses antigues, lilà comú, lliris, flors d'estiu i arbres fruiters.
El jardí residencial de 1864 conté un jardí de cuina funcional i un jardí típic per a finalitats recreatives en les classes altes de mitjan segle XIX. La part central del jardí està composta per una àmplia secció rodona amb aquilegia, consolida, dianthus i herba de Sant Jordi, a més de nombroses altres plantes i flors típiques d'aquesta època. El jardí de la cuina està separat del jardí recreatiu i conté verdures i herbes típiques a més de moltes plantes menys conegudes que no es fan servir normalment avui dia.
El jardí renaixentista de 1647 forma part de la Casa de l'Alcalde creada i es va fer sobre la base del llibre Horticultura Danica d'Hans Rasmussen Block de 1647. És un petit jardí de 6 per 7 metres envoltat d'una tanca vermella que conté tulipes, fritillaria meleagris i no m'oblidis posats en un estil renaixentista.

## Activitats
Escampats per la petita ciutat, sis botigues, incloent una llibreria, una oficina de correus i una fleca, afegeixen la il·lusió i la sensació d'una ciutat real. A més, cinc cafeteries proporcionen menjar i beguda als visitants, i es dupliquen com a exhibicions en miniatura que mostren els mètodes de treball de la vida passada.